# سوجوتسو

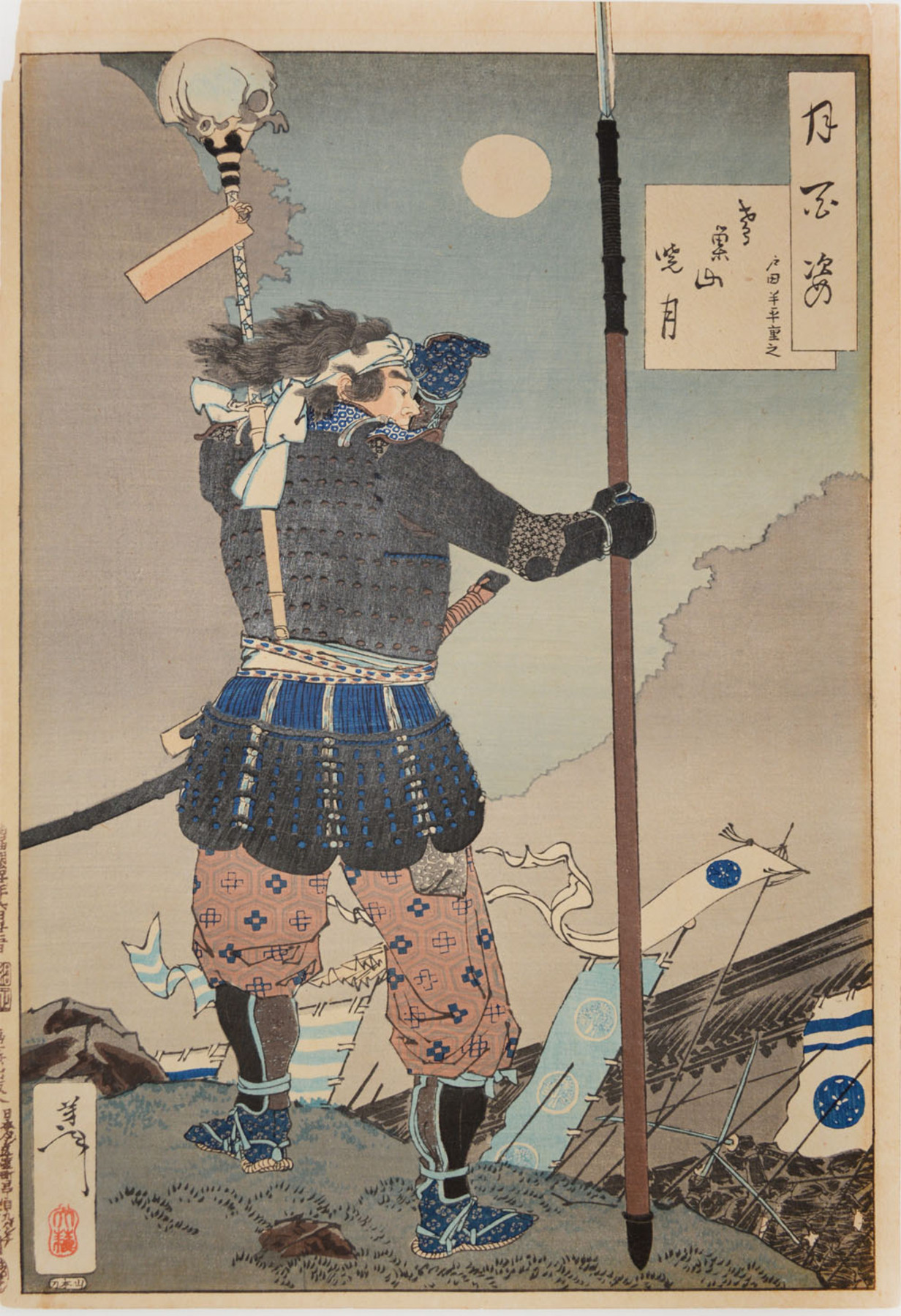
فترة سينغوكو الساموراي بالرمح (ياري).

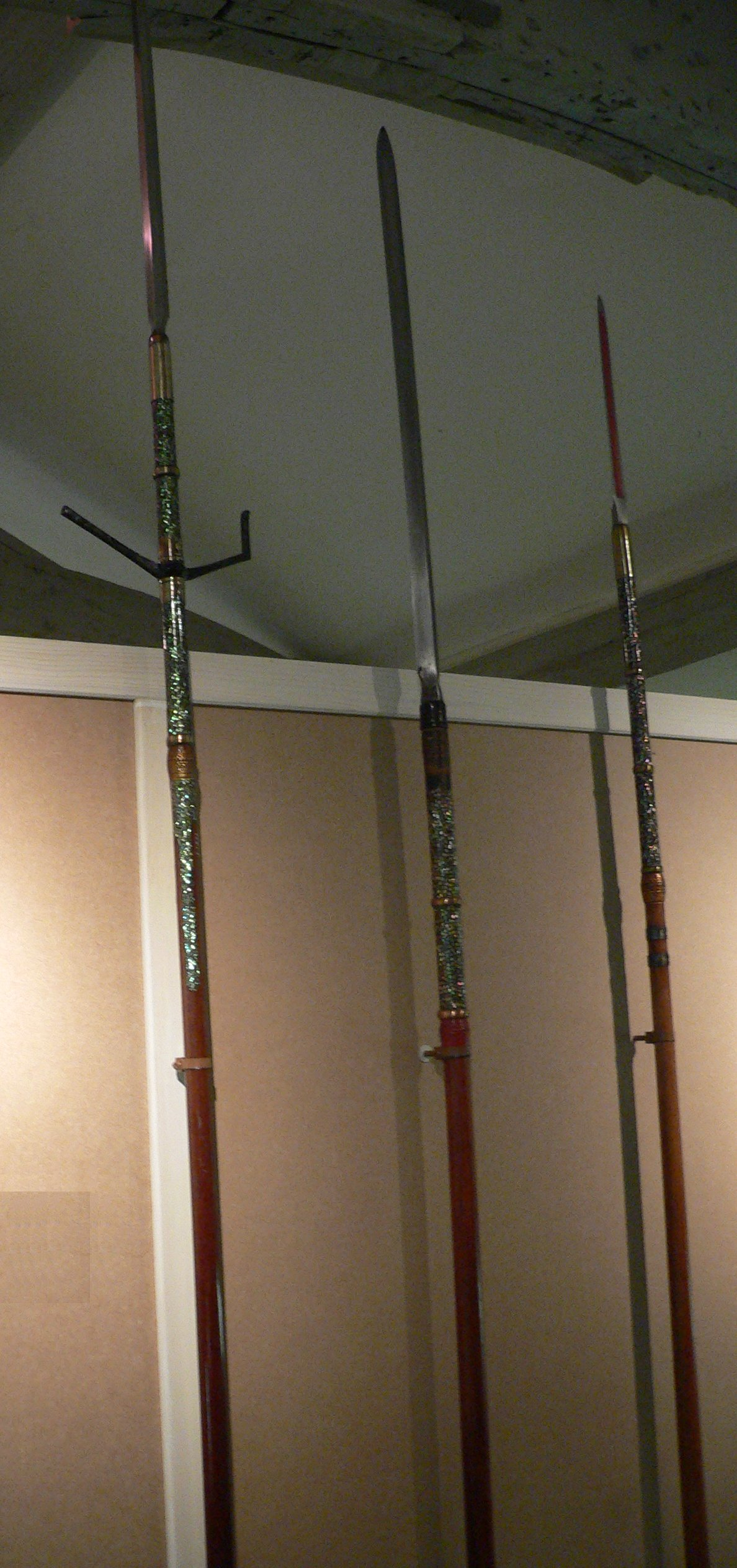
ياري

سوجوتسو (باليابانية: 槍術). والتي تعني «فن الرمح» هو من الفنون القتالية اليابانية القديمة بالسلاح (ياري 槍؟) أو الرمح. مدارس الأسلحة اليابانية التقليدية. هذه الفنون القتالية ممارسوها يرتدون الدروع الواقية القديمة للساموراي.

## تاريخ
على الرغم من أن الرمح كان له دور كبير في الأساطير اليابانية في القديم، حيث جزر اليابان انشأت بقطرات مياه مالحة من طرف الرمح ( Ame-no-Nuhoko) (للرمح بالجواهر السماوية) كسلاح نماذج الرمح الأولى جلبوها من قارة آسيا. لا تعتبر هذه الإصدارات الأولى مناسبا لليابانيين، الذين اعادوا النظر مرات التكنولوجيا المسموح بها.